# Station Morlaix
Station Morlaix is een spoorwegstation in de Franse gemeente Morlaix. Het wordt bediend door:
- De TGV : traject Paris-Montparnasse - Brest
- TER Bretagne : traject Rennes - Brest
- TER Bretagne : traject Saint-Brieuc - Brest
- TER Bretagne : traject Morlaix - Roscoff